# Opalenitzaer Kleinbahnen
| Opalenitzaer Kleinbahnen | Opalenitzaer Kleinbahnen |
| ------------------------ | ------------------------ |
| Spurweite:               | 750 mm (Schmalspur)      |
|                          |                          |

Die Opalenitzaer Kleinbahnen GmbH (polnisch: Kolejka Opalenicka) betrieb Schmalspurbahnen in den Kreisen Grätz und Neutomischel in der ehemaligen preußischen Provinz Posen.

## Geschichte
Die benachbarten Kreise Grätz und Neutomischel wurden seit 1870 von der 1883 verstaatlichten Strecke Posen–Frankfurt (Oder) der früheren Märkisch-Posener Eisenbahn-Gesellschaft durchzogen. Vom Bahnhof der Kleinstadt Opalenitza/Oppenbach zweigte 1881 eine Nebenbahn zur Kreisstadt ab, die von dort in den Jahren 1901 bis 1909 in drei Richtungen verlängert wurde.
Doch in der Gegend nördlich der Staatsbahn gab es Ende des 19. Jahrhunderts nur eine Güterbahn für den Transport von Zuckerrüben, die von Opalenitza ab 23. Oktober 1886 bis Trzcionka/Trankdorf/Neu Rochlitz (10,7 km) und ab 9. November 1889 noch 6,6 Kilometer weiter bis Brody/Pflugfelde führte. Um die Verkehrsverhältnisse zu verbessern, gründeten die beiden Kreise zusammen mit der damals größten deutschen Zuckerfabrik in Opalenitza am 14. Januar 1896 die Opalenitzaer Kleinbahnen GmbH. Diese Gesellschaft ertüchtigte die Rübenbahn und verlängerte sie ab 5. Februar 1896 von Brody bis Neustadt bei Pinne/Kirschneustadt auf 24,8 Kilometer.
Von Trzcionka, das später der Knotenpunkt des Kleinbahnnetzes wurde, zweigte eine 17,9 Kilometer lange Strecke ab, die am 17. August 1896 Wonsowo/Hardtshufen und am 6. Dezember 1898 die Kreisstadt Neutomischel erreichte. Mit der Strecke Trzcionka–Duschnik Kaisershof (9,8 km) war das Grundnetz von 52,5 Kilometer Länge in der Spurweite von 750 mm am 8. Juni 1905 vollendet; auf dem außer Güterzügen auch täglich vier bis fünf Personenzugpaare verkehrten.
Im Lauf der Jahre kamen noch mehr als 25 Kilometer an Güterbahnen hinzu. Der Fahrzeugpark umfasste 1914 insgesamt zehn Lokomotiven, zehn Personen- und vier Pack/Postwagen sowie 227 Güter- und sechs Spezialwagen. Der Personenverkehr wurde in den 1990er Jahren eingestellt, die Strecken stillgelegt.